# Isidore le Laboureur
Pour les articles homonymes, voir Isidore et Laboureur (homonymie).
Isidore le Laboureur (né vers 1070 à Madrid, mort vers 1130 à Madrid) est un saint canonisé par l'Église catholique dont la fête est le 15 mai.

## Sa vie
Placé très jeune comme ouvrier agricole, il travaille pour plusieurs maîtres. Devant l'arrivée des Sarrazins, il fuit la région de Madrid et continue ailleurs son humble métier.
On raconte qu'il est l'objet de la jalousie des autres ouvriers, qui l'accusent de préférer prier plutôt que de travailler la terre comme eux. Chaque dimanche, avec sa femme Maria Toribia (es), il chante au lutrin pendant la grand-messe et passe en prières le reste de la journée. Toutefois, son dernier patron, Juan de Vargas, fait de lui son régisseur.
Ce dernier le guette pour vérifier les assertions des autres ouvriers : il le surprend en prière, en extase, tandis que les bœufs continuent à tirer la charrue comme s'ils étaient conduits par deux anges. Ébloui, Juan de Vargas se convertit.

## Fête
Le 15 mai, sa fête se célèbre dans sa ville natale dont il est le patron avec pèlerinages, festivals, attractions et divers spectacles représentant le Madrid traditionnel avec des aspects plus modernes.

## Son culte
Les miracles de guérison se multipliant sur sa tombe à la collégiale Saint-André-de-Madrid (es), et plus tard (lorsque ses reliques y furent transférées) à la collégiale Saint-Isidore, ou encore en buvant l'eau de la fontaine que sa prière aurait fait jaillir du sol un jour de grande sécheresse, le roi Philippe III d'Espagne, qui avait été guéri par son intercession, demanda sa canonisation. Elle fut acceptée par le Pape Grégoire XV et célébrée le 12 mars 1622 (il avait été béatifié en 1619), en même temps que celles d'Ignace de Loyola, de Thérèse d'Avila, de François-Xavier et de Philippe Néri.
Parti d'Espagne, son culte s'est diffusé en Bretagne, en Franche-Comté et au Tyrol. Selon Yves-Pascal Castel, qui a consacré un livre à Saint Isidore en Bretagne, il est le 35e saint le plus représenté dans les églises du diocèse de Quimper et Léon.

« Une population essentiellement rurale ne pouvait qu'être heureuse de réserver dans ses sanctuaires une place au valet de ferme qui, sous le tranchant de sa bêche vit jaillir une bonne source. Le paysan ahanant au long de son sillon enviait aussi sans doute le mystique laboureur qu'un ange mystérieux relayait au mancheron de la charrue pendant qu'il tombait en extase. Par suite, quoi de plus parlant que de présenter au paysan chrétien, le saint paysan accompagné d'attributs on ne peut plus symboliques: bêche, faucille, charrue miniature, gerbe de blé. Mieux encore, saint Isidore endosse le costume rural, devenant souvent vrai paysan breton. »

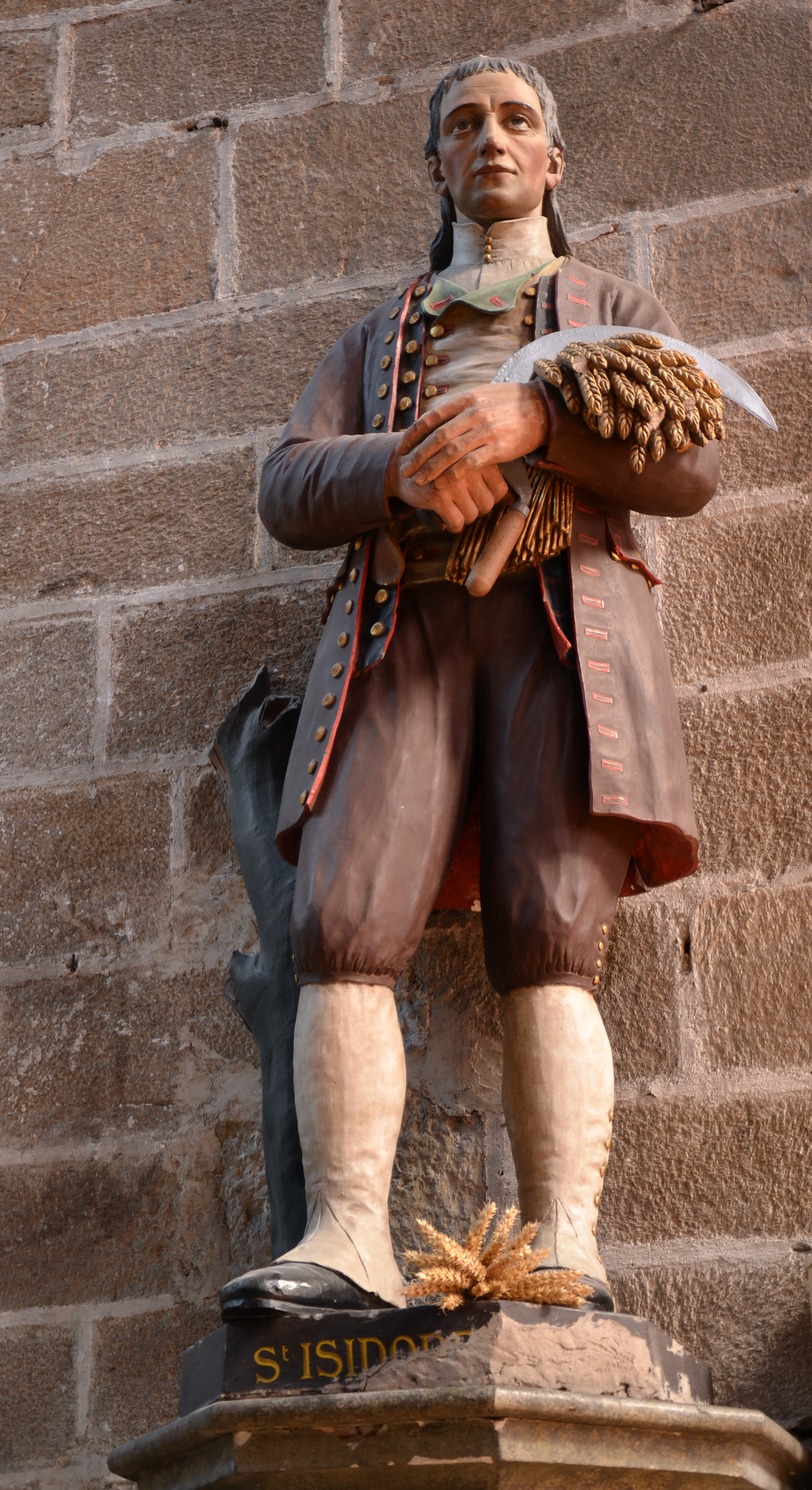
Statue de saint Isidore à la cathédrale Saint-Pierre de Vannes.

On trouve des traces de son culte dans 33 églises et chapelles du Morbihan, 17 du Finistère, dans 6 des Côtes-d'Armor, 3 de la Loire-Atlantique dont un tableau du peintre Meuret dans l'église paroissiale de Rougé et une en Ille-et-Vilaine à Baguer-Morvan où un vitrail représentant saint Isidore fut offert à l'église en 1881 par les cultivateurs de la paroisse. Les représentations de saint Isidore comptent parmi celles qui nous renseignent le mieux sur le costume du paysan en Bretagne entre 1600 et 1800.
- une statue de ce saint se trouve dans l'église Saint-Pierre-aux-Liens de Mellac, et une autre dans la chapelle de Locmaria-an-Hent en Saint-Yvi (Finistère). Cette dernière a pour particularité de figurer Isidore en costume breton du début du XIXe siècle.
- l'église paroissiale de Botmeur (Finistère) est dédiée à saint Eutrope et saint Isidore (Isidore le Laboureur).
- deux chapelles (disparues) lui étaient dédiées au Relecq-Kerhuon et à Scrignac.
- Dans la Chapelle Notre-Dame-du-Guelhouit à Melrand (Morbihan), le lambris de la voûte raconte la vie de Saint Isidore en 23 tableaux. La chapelle possède aussi un superbe bas relief de Saint Isidore, patron des laboureurs priant à genoux, cependant que 2 anges conduisent sa charrue. Le saint est représenté en bragou-braz armé d'une faucille. Un pardon est célébré le premier dimanche de juillet.

Par ailleurs :
- un vitrail est consacré à ce saint dans l'église Saint-Léger de Chanteloup (Deux-Sèvres),
- une statue le représente, accompagné de deux bœufs, dans l'église Saint-Jean-Baptiste d'Etrigny (Saône-et-Loire),
- une procession le célèbre chaque année à Untermieming (Tyrol)[6].

Son culte existe aussi en Amérique latine, par exemple une procession de saint Isidore se tient chaque année à Lima (Pérou). De plus, à Oaxaca au Mexique, Saint Isidore est aussi le patron des champignons psilocybe cubensis employés à des fin enthéogènes dans des rituels chamaniques. Les chamans le nomment "champignon de Saint Isidore".

## Patronage
Il est le saint patron de Madrid mais aussi des laboureurs, des agriculteurs, des ouvriers journaliers et des charretiers.

## Postérité dans les œuvres missionnaires
En 2017, Saint Isidore le Laboureur donne son nom à la Mission Isidore, dont il devient le protecteur. Cette association catholique française envoie des binômes de jeunes ou des familles pour un an de volontariat en paroisse rurale. À la suite du pape François, elle se propose de visiter les "périphéries" de l'Église de France, d'en rencontrer les paroissiens, de faire revivre des chapelles, d'y prier et d'y répandre la joie de croire.

## Représentations
Il est habituellement représenté armé d'un fléau ou d'une gerbe d'épis de blé. Il a aussi été représenté en habit du XVIIe siècle, avec à ses pieds une charrue traînée par un ou plusieurs anges. Son nom est parfois écrit avec un Y.

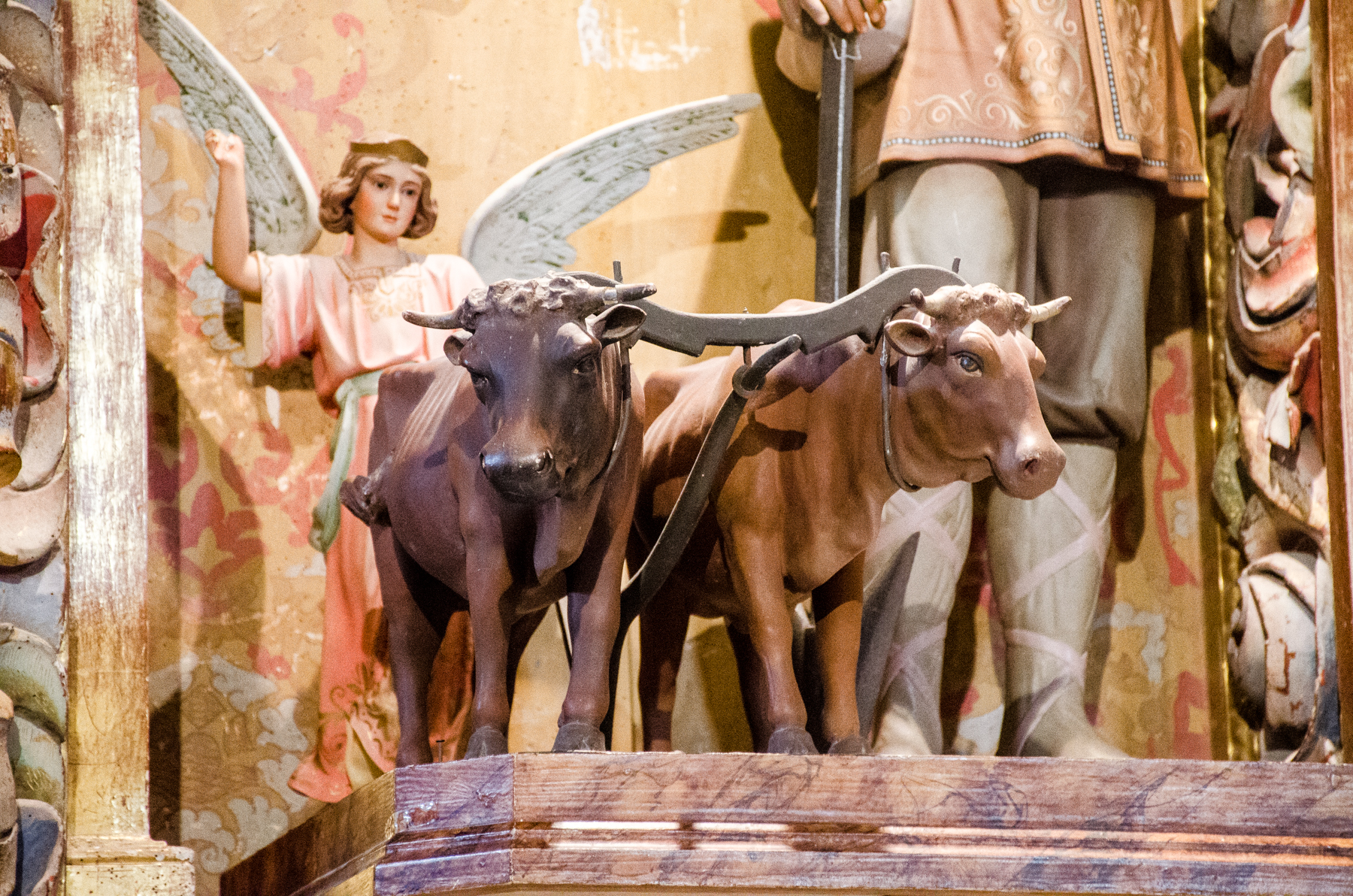
Détail d'une statue de saint Isidore avec ange et bœufs, église Saint-Jean-Baptiste, Amaya (Sotresgudo), Espagne.
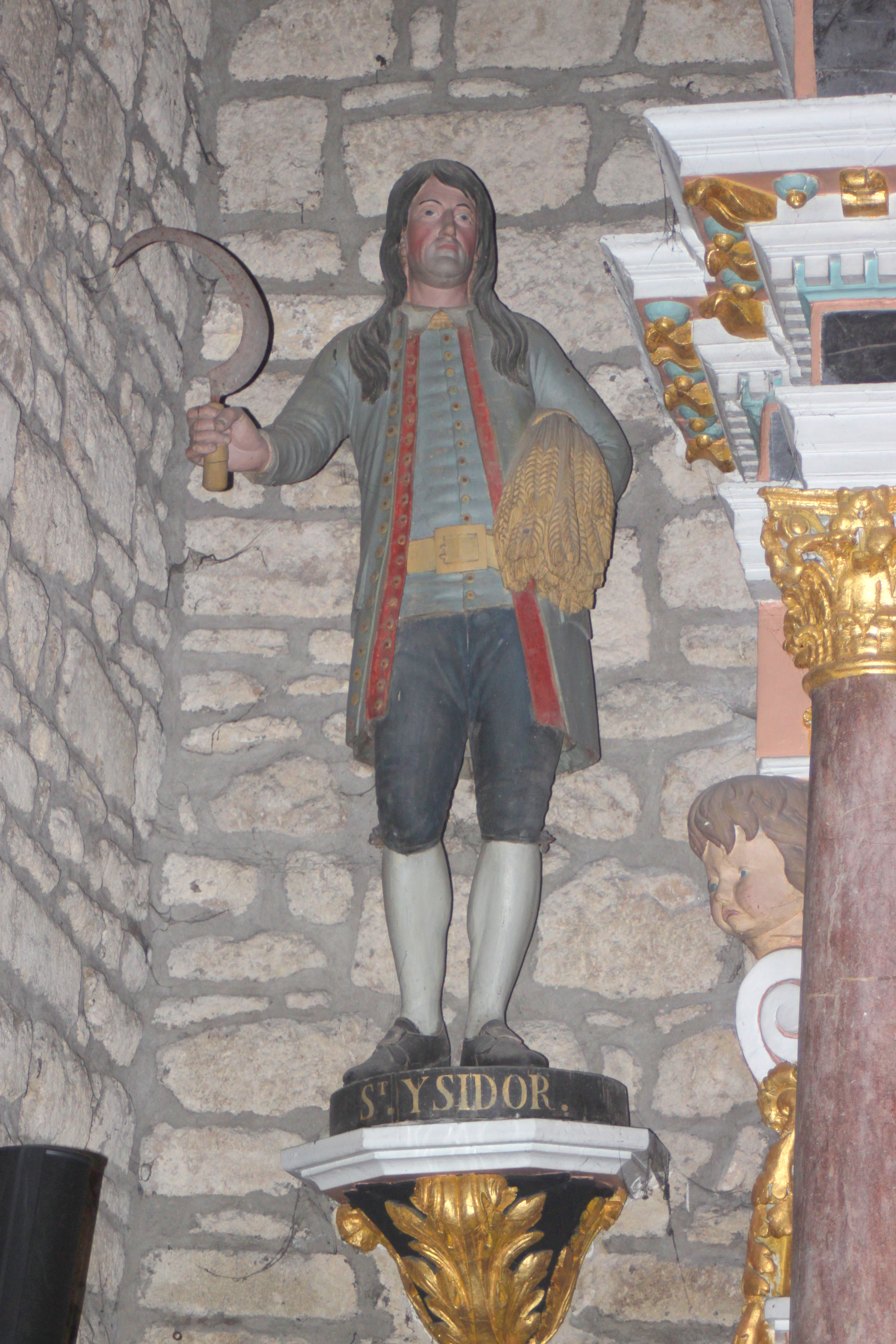
Saint Ysidore, église Saint-Thuriau (1809), Crac'h, Morbihan.
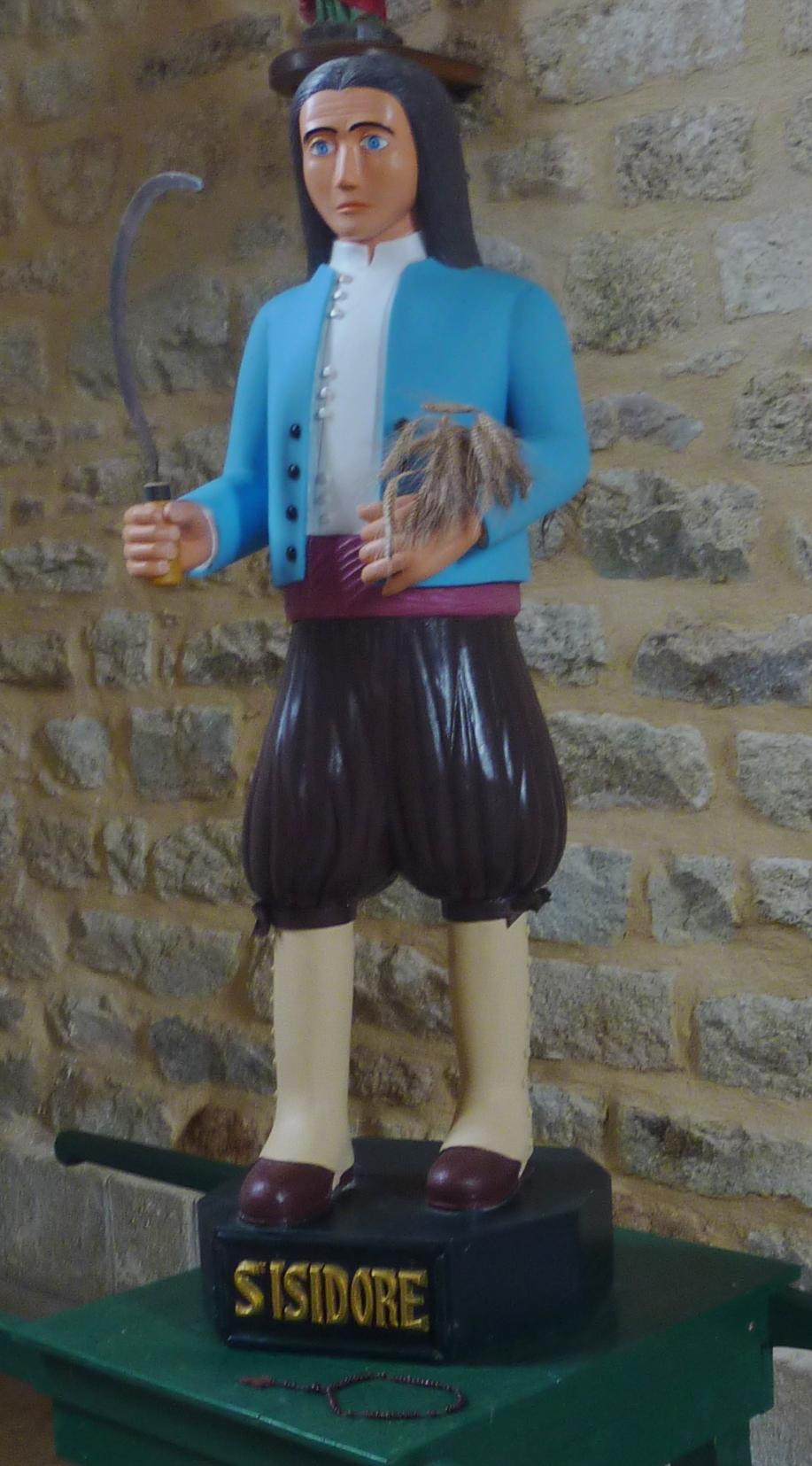
À Scaër, chapelle de Plaskaer, Finistère.
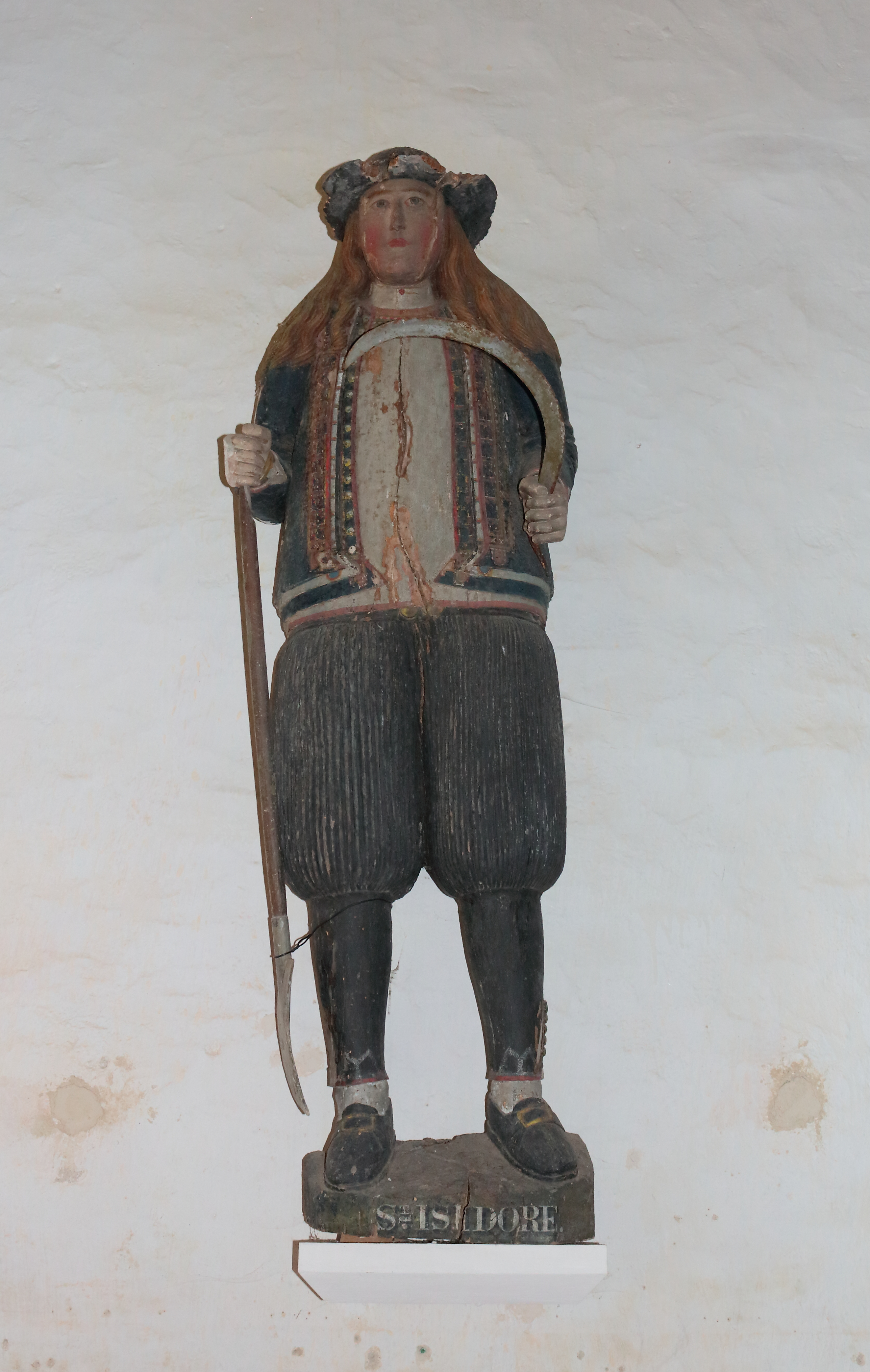
Saint Isidore en costume breton dans la chapelle de Locmaria-an-Hent en Saint-Yvi, Finistère.
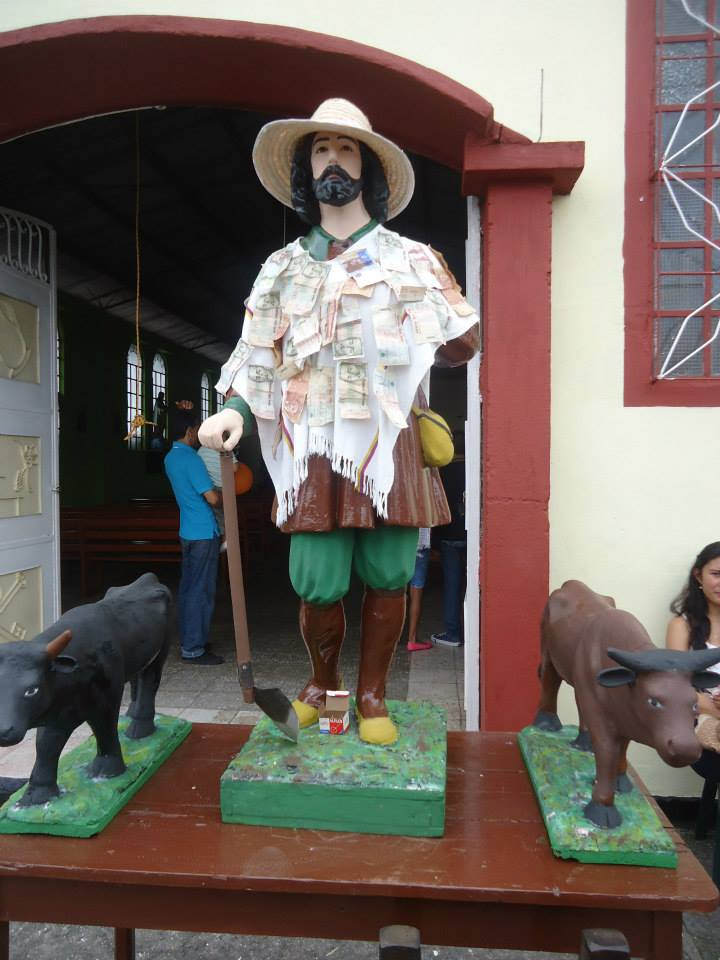
Fête de la Saint-Isidore le 15 mai à Casabianca en Colombie.
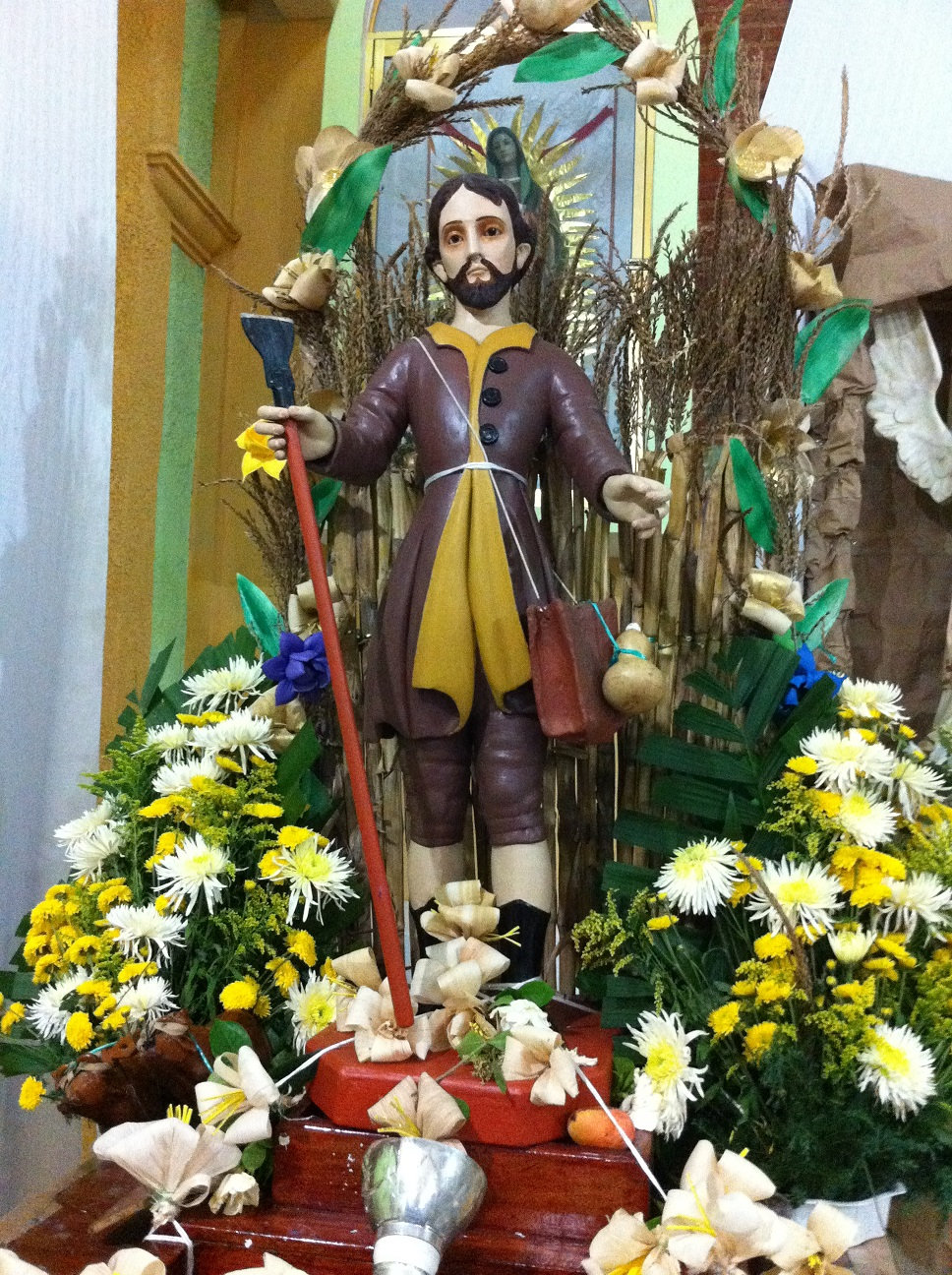
Statue de saint Isidore à Tuxtilla, état de Veracruz, Mexique.

Plusieurs documents photographiques illustrant le culte de ce saint sont consultables sur un site Internet.

## Isidore le Laboureur dans leVaudouhaïtien
Les chromolithographies de saint Isidore sont utilisées comme des représentations de Kouzen Zaka, le lwa des agriculteurs.

## Culture populaire en Europe
Le quartier d'Entrevías, à Madrid, lui dédie sa fête patronale, chaque 15 mai.

## Source
- Le petit livre des saints - Rosa Giorgi - Editions Larousse - 2006